# Nagasaki: Recuerdos de mi hijo
Nagasaki: Recuerdos de mi hijo (título original: Haha to kuraseba) es una película dramática japonesa de 2015 dirigida por Yoji Yamada y protagonizada por Sayuri Yoshinaga y Kazunari Ninomiya. Fue seleccionada como la cinta japonesa en competencia en la categoría de mejor película de habla no inglesa en la edición número 89 de los Premios de la Academia, aunque finalmente no fue nominada. La historia está basada en los bombardeos de Nagasaki y en el drama de una madre que queda completamente sola tras perder a sus dos hijos y a su esposo en los horrores de la Segunda Guerra Mundial.

## Sinopsis
La partera Nobuko Fukuhara perdió a su esposo y a su hijo mayor durante la Segunda Guerra Mundial. Perdió además a su hijo menor, Koji, como resultado de los bombardeos de Nagasaki. Después de la guerra, Nobuko ha estado viviendo sola, simplemente trabajando para mantener su mente ocupada. Sin embargo, un día es visitada por el fantasma de su hijo Koji. La madre y el hijo comienzan a pasar mucho tiempo juntos, recordando y recuperando el tiempo perdido. Aunque estos momentos juntos los hacen felices, llevan a Nobuko a reflexionar más sobre sus pérdidas y la relación que tiene con la novia de Koji, Machiko.

## Reparto
- Sayuri Yoshinaga es Nobuko Fukuhara.
- Kazunari Ninomiya es Koji Fukuhara.
- Haru Kuroki es Machiko Sata.
- Kenichi Kato es el tío de Shanghái.
- Tadanobu Asano es Kuroda.
- Yuriko Hirooka es Tomie.
- Miyu Honda es Tamiko.
- Nenji Kobayashi es el oficial desmovilizado.
- Isao Hashizume es el profesor Kawakami.

## Producción
El rodaje dio inicio el 26 de abril de 2015 en Nagasaki y fue finalizada el 11 de julio de 2015. La banda sonora fue compuesta por el reconocido músico vanguardista Ryuichi Sakamoto. Un álbum fue publicado por Milan Records el 23 de septiembre de 2016.

## Recepción

### Crítica
La película obtuvo generalmente reseñas positivas de parte de la crítica especializada. En la página de internet Rotten Tomatoes cuenta con un índice de aprobación de la audiencia general del 60%, con un índice de audiencia promedio de 3.2 sobre 5. Edmund Lee de South China Morning Post afirmó: «No necesitas tener un gran interés en la historia mundial para ser arrastrado por la conmovedora entrega del inconfundible mensaje contra la guerra de Yoji Yamada». Lauren Terry de Willamette Week se refirió al director de la siguiente manera: «El director Yoji Yamada pasa mucho tiempo en el camino de la memoria, explicando durante dos horas el proceso de duelo».
Sheri Linden de The Hollywood Reporter se mostró más crítica ante la película, afirmando: «Los momentos de profunda conmoción en Nagasaki: Recuerdos de mi hijo desafortunadamente acentúan lo que falta en la mayoría de la película, una historia de luto y culpabilidad de una sobreviviente en los años posteriores al devastador atentado de la ciudad que da nombre a la cinta. El drama contra la guerra, la saga familiar y la historia de fantasmas conforman una mezcla incómoda en la cinta japonesa escogida para representar al país como película extranjera en los Premios Óscar».

### Taquilla
Nagasaki: Recuerdos de mi hijo recaudó aproximadamente catorce millones de dólares en Japón.